# Westers Schisma

Rood is steun voor Avignon, blauw voor Rome, oranje (Portugal en Heilige Roomse Rijk) wisselden enige malen hun steun

Het Westers Schisma of Groot Schisma is de periode van 1378 tot 1417 in de kerkgeschiedenis, waarin pausen en tegenpausen elkaar tegenwerkten. Het Concilie van Konstanz maakte een einde aan dit schisma. Het was niet gebaseerd op theologie of enige doctrine. De oorsprong van deze crisis is te zoeken in de Babylonische ballingschap der pausen (1309-1376) en de gevolgen hiervan voor het machtsevenwicht van de staten.
Het woord westers duidt aan dat het een scheuring betreft binnen de Kerk van de westerse wereld (de Rooms-Katholieke Kerk). Het wordt ook wel het Groot Schisma genoemd, hoewel deze term ook gebruikt wordt voor het Oosters Schisma van 1054, toen er een splitsing optrad tussen deze westerse kerk en de oosters-orthodoxe kerken.

## Verloop
In 1376 keerde paus Gregorius XI terug naar Rome, nadat de pauselijke zetel tientallen jaren in Avignon gevestigd was geweest. Kort daarna, in 1378, stierf hij. Het daaropvolgende conclaaf in april 1378 werd echter herhaaldelijk gestoord door oproerige benden. De kardinalen kozen de Italiaan Urbanus VI, omdat ze bang waren voor rellen onder de bewoners van Rome. Urbanus was een degelijk beheerder geweest in de pauselijke kanselarij in Avignon, maar eenmaal verkozen ontpopte hij zich als een argwanende en opvliegende paus. De verkiezing van Urbanus VI werd aangevochten, onder andere door een deel van het kardinaalscollege en op 20 september van hetzelfde jaar verhuisden ze van Rome naar Fondi en verkozen Clemens VII, die zich in Avignon vestigde. Deze had het jaar voordien het bloedbad van Cesena bevolen en hij kreeg de steun van de Franse koning, gevolgd door Aragón, Bourgondië, Napels en Schotland. Daarentegen steunden Engeland, Vlaanderen, het Heilige Roomse Rijk en Noord-Italië de Romeinse paus. De tweedracht was echter niet volstrekt territoriaal en ook binnen diocesen of kloosters werd zij uitgevochten.
De uitkomst van het schisma was dat er enerzijds een beweging was die vond dat de macht van het Oecumenisch Concilie boven die van de paus moest geplaatst worden (conciliarisme, dat ontstaan was aan de Parijse universiteit) en anderzijds een groep die vond dat de paus alle macht en gezag had (curialisme). Professoren van de Parijse universiteit, met name Pierre d'Ailly en Jean de Gerson, hebben zich ingezet om een einde te maken aan de verdeeldheid.
De pausen verklaarden tijdens het Westers Schisma elkaars besluiten nietig en excommuniceerden elkaars volgelingen. Algemeen werd het schisma door geestelijken in de westerse Kerk dan ook als een blamage gevoeld. Velen vonden dat er zo snel mogelijk een einde aan moest komen, zodat de eenheid van de Kerk hersteld zou zijn. Omdat geen van de pausen echter als enige het ambt wilde neerleggen en omdat de aanhangers van beide pausen de andere paus niet als rechtmatig erkenden, bleef het schisma voortduren. Telkens werd bij de dood van een van de pausen toch weer een opvolger benoemd. Niet zelden vroegen de kardinalen een nieuwe paus zich te beijveren voor het herstel van de eenheid van de Kerk, maar nadat de nieuwe paus eenmaal geïnstalleerd was, kwam er van eventuele gedane beloftes meestal niet veel meer terecht. Beide pausen kregen steun van een aantal Europese naties. De landen die Clemens VII hadden gesteund, bleven de pausen van Avignon steunen. De overige landen waren trouw aan de paus van Rome.
Van mei tot juni 1409 trachtte een aantal kardinalen, met de steun van Frankrijk en Bourgondië, op het Concilie van Pisa het probleem op te lossen door beide pausen van dat moment (Gregorius XII en Benedictus XIII) af te zetten en een nieuwe paus te benoemen, Alexander V, die zijn residentie te Bologna koos. Aangezien echter de rechtsgeldigheid van een verkiezing door de synode in twijfel werd getrokken en beide afgezette pausen weigerden hun ambt neer te leggen, was het resultaat dat er nu drie pausen waren die zichzelf als rechtmatige paus beschouwden. Alexander V werd het jaar daarop opgevolgd door Johannes XXIII (Baldassare Cossa).

## Einde
Uiteindelijk zette het concilie van Konstanz met de hulp van de koning van het Heilige Roomse Rijk in 1415 paus Johannes XXIII en paus Benedictus XIII af, en werd het ontslag verkregen van de roomse paus Gregorius XII. Twee jaar later, op 11 november 1417, benoemde het concilie Martinus V als nieuwe paus die algemeen aanvaard werd. Hiermee eindigde het schisma.
De opvolgers die Benedictus XIII nog had, geraakten in de vergetelheid. Een nieuwe opflakkering kende het schisma, toen op het Concilie van Bazel in 1439 Eugenius IV werd afgezet en Felix V als tegenpaus werd verkozen. Het werd beëindigd bij de vrijwillige onderwerping van laatstgenoemde in 1449.
De latere katholieke traditie erkent voor de periode van het schisma alleen de pausen die in Rome zetelden als paus. De pausen van Avignon en Bologna worden als tegenpaus beschouwd. Ook werd in later tijd uitdrukkelijk vastgelegd dat een concilie geen macht heeft over de paus en dat alleen de paus zelf een pauselijke verkiezing ongedaan kan maken.